# Vođinci
Vođinci (maďarsky Vogyince) jsou vesnice a správní středisko stejnojmenné opčiny v Chorvatsku ve Vukovarsko-sremské župě. Nachází se asi 15 km západně od města Vinkovci a asi 35 km jihozápadně od Vukovaru. V roce 2011 žilo ve Vođincích 1 966 obyvatel. Opčina zahrnuje pouze jediné stejnojmenné sídlo.
Vzhledem k navazující zastavěné ploše de facto tvoří Vođinci se sousedními vesnicemi Novi a Stari Mikanovci jediné hustě obydlené sídlo dohromady s 4 922 obyvateli.
Územím opčiny prochází státní silnice D46 a župní silnice Ž4166.